# Acoz
Acoz [ako] (in vallone Acoz), è una sezione della città belga di Gerpinnes situata nella provincia dell'Hainaut, più in particolare vicino al confine con la provincia di Namur, nella regione della Vallonia.
Dal al punto di vista amministrativo, si tratta di un ex-comune, dal 1977 accorpato alla municipalità di Gerpinnes.

## Luoghi d'interesse
- Castello di Acoz. Un antico maniero in pietra calcarea immerso nella valle dove scorre il Biesme, che ne alimenta il fossato[2].
- Tour Carrée. La torre quadrata o eremo verticale è stato costruito nel 1875 dallo scrittore Octave Pirmez. Fu in questo luogo che egli scrisse Les feuillées et Heures de solitude. Senza uno stile specifico essa è situata tra il dongione fortificato del XII secolo e la torre colombaia del XVIII secolo. Per lo stato fatiscente in cui si trovava non rappresentava che una minaccia per la sicurezza dei cittadini e dei visitatori, è quindi stata necessaria la sua demolizione.